# Friedrich August Christian Schmidt
Friedrich August Christian Schmidt (* 19. Dezember 1777 in Hackpfüffel; † 26. Februar 1844 in Kelbra) war ein deutscher Advokat und Stifter einer noch heute bestehenden und nach ihm benannten Stiftung.

## Leben und Wirken

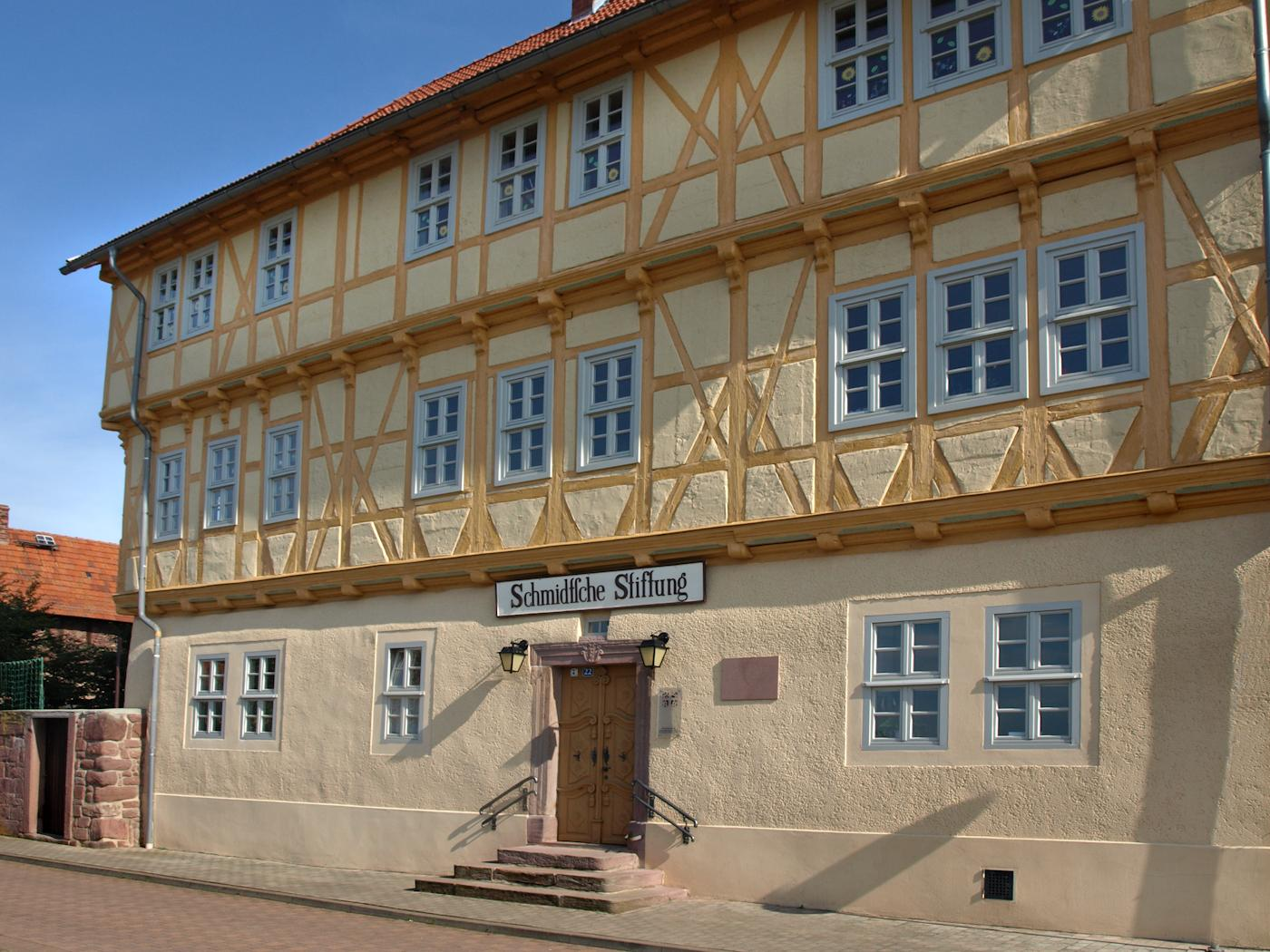
Schmidtsche Stiftung in Kelbra, 2009

Der aus der Goldenen Aue stammende und in Brücken (Helme) aufgewachsene Schmidt besuchte bis 1796 die Klosterschule Roßleben und studierte anschließend bis 1800 Rechtswissenschaften an der Universität Leipzig. Danach ließ er sich als Advokat im Dienst der Königs von Sachsen in Altendorf unmittelbar vor den Toren der Stadt Kelbra am Kyffhäuser nieder, wo er fortan bis zur 1815 erfolgten Abtretung großer Teile des Königreichs Sachsen an das Königreich Preußen als Advokat wirkte. Danach zog er sich aus dem öffentlichen Dienst zurück.
1842 hinterlegte er sein Testament, in dem er für die Errichtung und Unterhaltung einer Kleinkinderschule und Bewahranstalt in Kelbra-Altendorf den größten Teil seines hinterlassenen Vermögens stiftete. Als er dann 1844 starb und sein Testament publiziert wurde, begann die Stadt Kelbra mit der Umsetzung seines letzten Willens. So entstand die noch heute bestehende Schmidtsche Stiftung. Der heutige Kindergarten wurde 1854 eröffnet und ist der  älteste, ständig genutzte Kindergarten in Sachsen-Anhalt und einer der ältesten Kindergärten im deutschsprachigen Raum.